# John Lynch (lingüista)
John Dominic Lynch (Sídney, Australia, 8 de julio de 1946 - Port Vila, Vanuatu, 25 de mayo de 2021) fue un lingüista australiano especializado en lenguas oceánicas. Fue profesor emérito de Lenguas del Pacífico y ex director de la Unidad de Lenguas del Pacífico de la Universidad del Pacífico Sur en Port Vila, Vanuatu.

## Carrera
Antes de mudarse a Vanuatu, Lynch trabajó en la Universidad de Papua Nueva Guinea durante 21 años, los últimos cinco como rector. Sus áreas de especialización fueron las lenguas de Vanuatu, la historia de las lenguas del Pacífico, las lenguas pidgin y criollas, el cambio lingüístico, los diccionarios y el diseño ortográfico.
Fue editor de la revista Oceanic Linguistics de 2007 a 2019.